# Ichthyophis bernisi
Ichthyophis bernisi är en groddjursart som beskrevs av Alfredo Salvador 1975. Ichthyophis bernisi ingår i släktet Ichthyophis och familjen Ichthyophiidae. IUCN kategoriserar arten globalt som otillräckligt studerad. Inga underarter finns listade i Catalogue of Life.